# روح‌الله حسینیان
روح‌الله حسینیان (۱۴ اسفند ۱۳۳۴ – ۴ شهریور ۱۳۹۹) قاضی و از مقامات اطلاعاتی و سیاسی ایران بود که در دستگاه اطلاعاتی با نام مستعار «خسرو خوبان» شناخته می‌شد.
وی رئیس مرکز اسناد انقلاب اسلامی از ۱۳۷۴ تا ۱۳۹۹ و قائم‌مقام دادستان انقلاب اسلامی در وزارت اطلاعات بود. وی نمایندگی تهران را در مجلس هشتم و نهم بر عهده داشت.

## زندگی
روح‌الله حسینیان ۱۴ اسفند ۱۳۳۴ در آباده متولد شد. وی پس از اتمام تحصیلات متوسطه در روستای صغاد آباده در ۱۵ سالگی به حوزه علمیه قم و مدرسه ولیعصر و سپس مدرسه حقانی رفت و پس از هشت سال فارغ‌التحصیل شد.

## مسئولیت‌ها
وی از ابتدای دهه ۶۰ وارد دستگاه قضایی جمهوری اسلامی شد و در سال ۱۳۶۲ به سمت قائم مقامی دادستانی انقلاب اسلامی مشهد منصوب شد. جانشینی دادستانی تهران و سیستان و بلوچستان از دیگر پست‌های وی بوده‌است. دادستان دادگاه ویژه روحانیت تهران، رئیس شعبه ۴ دادگاه ویژه روحانیت، رئیس یکی از دادگاه‌های عمومی تهران، جانشین نماینده دادگاه انقلاب در وزارت اطلاعات از دیگر پست‌های وی در دستگاه قضایی - اطلاعاتی جمهوری اسلامی است. او در دوران وزارت ری‌شهری قائم مقام دادستان انقلاب اسلامی در وزارت اطلاعات بود. وی پس از برکناری سید حمید روحانی و تغییر هیئت امنای مرکز اسناد انقلاب اسلامی به ریاست این مرکز رسید. وی در این دوره با دستیابی به اسناد و مدارک طبقه‌بندی شده دوران قبل از انقلاب پیرامون اشخاص به چاپ چندین جلد کتاب پرداخت.
حسینیان در انتخابات ریاست‌جمهوری ایران (۱۳۷۶) از حامیان سید محمد خاتمی بود. اما بعدها از مخالفان او شد و در این رابطه گفت:
«من ایشان را روحانی روشنفکری می‌دانستم که البته با ایشان اختلاف هم داشتم اما آن زمان به دلیل اینکه جناح حاکم نوعی فضای بسته به‌وجود آورده بود و در جامعه انحصارطلبی احساس می‌شد گمان کردم که وظیفه است این انحصار و بسته بودن جامعه شکسته شود لذا تنها راه رسیدن به این اهداف را حمایت از خاتمی می‌دانستم اما نمی‌دانستم که این باز شدن فضا به سوی جاری شدن سیلی می‌رود که نزدیک بود همه چیز را از بین ببرد. متأسفانه در این دوران از چاله درآمده و به چاه افتادیم، گفت: من بعد از آن دوران رسماً عذرخواهی کردم و گفتم که حمایت من از خاتمی اشتباه است.»
در جریان محاکمه عبدالله نوری (وزیر کشور سابق و مدیر مسئول روزنامه خرداد) در دادگاه ویژه روحانیت وی از اعضای هیئت منصفه دادگاه بود که در مورد دلیل عدم حضور او گفته شد به توصیه اکید مقامات از حضور در جلسه دادگاه خودداری می‌کند.
حسینیان در ۴ اردیبهشت ۱۳۸۶ مشاور سیاسی و امنیتی احمدی‌نژاد (رئیس‌جمهور) شد.
وی در جریان وقایع بعد از انتخابات ریاست جمهوری سال ۱۳۸۸، تدوین‌کننده اصلی طرحی بود که به موجب آن کسانی که محاربه انجام دادند، ظرف پنج روز اعدام می‌شوند. علی مطهری در واکنش به این طرح دو فوریتی گفت:
«آقای حسینیان کلا علاقه خاصی به اعدام دارد»... «جدی می‌گویم، زمانیکه ایشان قاضی بود حکم‌های اعدام بسیاری صادر می‌کرد و این به روحیات ایشان بر می‌گردد».
چهار روز بعد از آن طرح، روح‌الله حسینیان نامه‌ای سرگشاده نوشت و گفت «خود را ناتوان‌تر از همیشه» می‌بیند و «شکست خورده و سرخورده» است و در اعتراض به عملکرد علی لاریجانی در ریاست مجلس از نمایندگی مجلس استعفا می‌دهد.
او پروانه وکالت داشت و در سال ۱۳۹۷ «یکی از وکلای مورد اعتماد رئیس قوه قضائیه» برای پرونده‌های امنیتی استان تهران بود.

## قتل‌های زنجیره‌ای و سعید امامی

روزنامه صبح امروز در تابستان ۱۳۷۸

حسینیان قربانیان قتل‌های زنجیره ای را «از مخالفان نظام» معرفی کرد و گفت که «بعضی از آن‌ها حتی مرتد بودند.» وی همیشه از مدافعان سعید امامی معاون امنیتی و مشاور وزیر اطلاعات و متهم اصلی در جریان قتل‌های زنجیره‌ای بود. پس از انتشار خبر درگذشت سعید امامی بر اثر خوردن داروی نظافت و مرگ وی در بیمارستان، حسینیان مدعی قتل او در بیمارستان شد. او سعید امامی را «شهید» می‌خواند که می‌گفت باید به ابراهیم رئیسی که به واسطه نقشش در کشتار تابستان ۶۷ مشهور بود، «جایزه داد» و اگر دوباره ضرورت ایجاب کند، نظام «قاطع‌تر» از کشتار سال ۶۷ عمل می‌کند. حسینیان یک هفته پس از انتشار اطلاعیه وزارت اطلاعات ابتدا در مصاحبه با روزنامه کیهان و سپس شامگاه همان روز به برنامه تلویزیونی «چراغ» دعوت شد و قتل‌های زنجیره ای را بدون نام بردن عاملان آن به «هواداران خاتمی» نسبت داد. او اعتقاد داشت جناح منتسب به سعید حجاریان و علی ربیعی، از مشاوران وقت محمد خاتمی، «نیروهای مذهبی و مخلص وزارت اطلاعات قلع و قمع کردند». او در اردیبهشت ۱۳۸۷ گفت: اگر روزی دستم می‌رسید و این قدرت را داشتم پرونده قتل‌های زنجیره‌ای را باز می‌کردم و ریشه‌های این قضیه را بیرون می‌کشیدم.
بعد از بیان اظهاراتش در برنامه تلویزیونی «چراغ» از سوی روزنامه‌ها مورد هجمه قرار گرفت.

### لقب «قاتل»
در تابستان ۱۳۷۸، صبح امروز، روزنامه هوادار جریان اصلاحات به مدیرمسئولی سعید حجاریان و سردبیری علیرضا علوی‌تبار، در تیتر روزنامه به نقل از وی نوشت: «آخه باباجون، ما خودمان والله یک زمان قاتل بودیم». این سخن در آن زمان باعث جنجال شد. از آن پس لقب «قاتل»، به مشهورترین صفت روح‌الله حسینیان تبدیل شد.
کمی بعد از چاپ این تیتر در روزنامه صبح امروز، وی تکذیبیه‌ای در این مورد نوشت. شهریار مستوفی که در آن زمان در روزنامه صبح امروز کار می‌کرد بعدها در شبکه‌های اجتماعی نوشت که پس از انتخاب این تیتر برای مطلب و چاپ آن، تکذیبیه‌ای از حسینیان به روزنامه رسید مبنی بر اینکه این جمله را او نگفته‌است پس از گوش کردن دوباره نوار مشخص شد اصل جمله این بوده‌است: «آخه ما خودمان والله یک زمان قاضی بودیم، یک زمانی زندانبان بودیم».

## مواضع

### انتخابات سال ۱۳۸۸
او بارها علیه معترضان به انتخابات ریاست جمهوری سال ۸۸ سخن گفت. حسینیان از جمله نمایندگانی بود که شکایت از میرحسین موسوی و کروبی را امضا کرد اما حاضر به اعلام نام نمایندگان شکایت‌کننده نشد. او در تیرماه ۱۳۸۸ در مجلس گفته بود «این سه نفر (موسوی، کروبی، رهنورد) را به من بدهید تا اعدام‌شان کنم و غائله بخوابد».

### جشن روز زن در کاخ سعد آباد

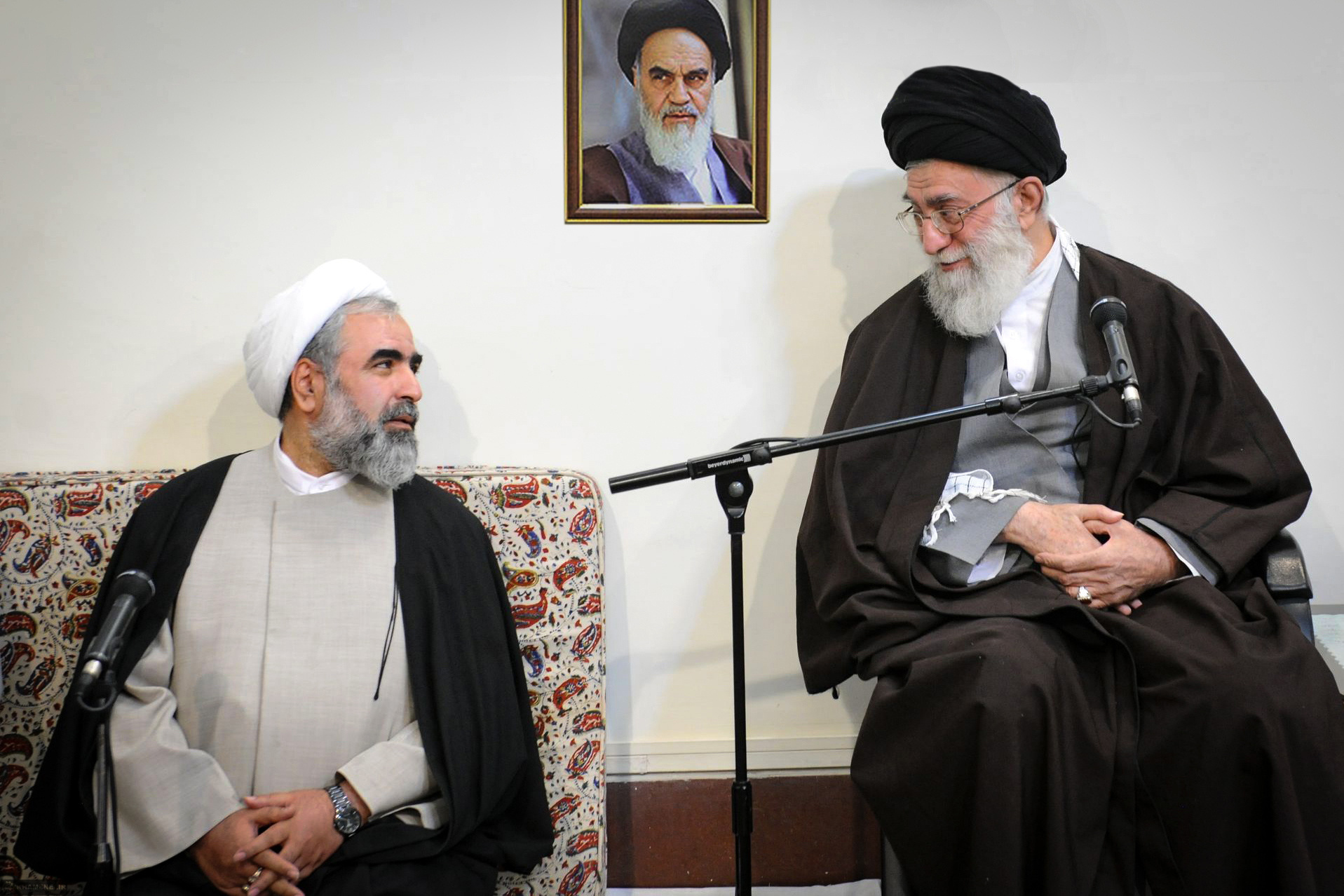
در دیدار با خامنه‌ای

روح‌الله حسینیان در واکنش به مراسم کاخ سعد آباد به مناسبت روز زن به میزبانی همسر حسن روحانی، بیان کرد که همسر رئیس‌جمهور اگر می‌خواهد جشن بگیرد در خانه خود که الحمدالله هم بزرگ است و هم جادار، جشن بگیرد یا در مسجد یا حسینیه نه در کاخ‌های متعلق به ملت او در ادامه با انتقاد از تضادی که در عملکرد دولت در بیان شعار صرفه جویی در مصرف و پیشنهاد انصراف از دریافت یارانه به مردم از یک سو و برگزاری جشن اشرافی در کاخ سعدآباد و هزینه از بیت‌المال وجود دارد مطرح کرد و با طرح مباحثی در مورد بی‌حجاب بودن شرکت کنندگان رقصیدن بانوان و پخش موسیقی‌های غربی دولت را تهدید به برملا کردن حقایق از طریق انتشار فیلم این مراسم کرد.
روابط عمومی دولت هم اقدام با انتشار جوابیه اعلام نموده این جشن مطابق به سنت هر ساله در روز میلاد فاطمه زهرا با حضور بانوان نمایندگان خارجی و سفرا و بانوان رجال سیاسی برگزار شده و در ادامه ادعای تجملاتی بودن آن را نیز مردود دانست و در مورد رقص محلی نیز اعلام کرد: دخترانی با لباس‌های محلی ایرانی در یک مجلس متعلق به بانوان با رعایت شئون اقدام به شادمانی کرده‌اند در ادامه فرشته طائرپور به نمایندگی از سه مهمان حوزه سینما ضمن مصاحبه خود صحبت‌های روابط عمومی نهاد ریاست جمهوری را به عنوان شاهد عینی تأیید نمود و حسینیان را متهم به دروغگویی کرد شبکه خبری فرانس ۲۴ با انتشار این خبر و اتفاقاتی که در این زمینه افتاده اقدام به انتشار بخشی از این فیلم نموده که در شبکه اجتماعی Youtube منتشر شده در این فیلم هیچ نشانه‌ای از ارتباط با مهمانی مورد ذکر وجود ندارد

### مورد قبول نبودن دولت یازدهم
«من از اساس دولت یازدهم را قبول ندارم» این جمله یکی از صحبت‌های حسینیان در جمع خبرنگاران در روز سوم اردیبهشت سال ۱۳۹۳ بود و در ادامه به فرصتهایی که در سال قبل به دولت داده‌اند و سعی کرده‌اند انتقادی را به دولت وارد نکنند اشاره کرد و گفت این فرصت‌ها اکنون به پایان رسیده و اگر احمدی‌نژاد هم‌اکنون کاندید می‌شد حتماً رأی می‌آورد.

### عزل و نصب‌ها در دولت یازدهم
حسینیان در ۱۲ آذر ۱۳۹۲ ضمن ایراد به حذف فله‌ای مدیران به صحبت‌های رئیس‌جمهور در مصاحبه‌های انتخاباتی «من با داس نیامده‌ام» اشاره کرد و به اخراج تنی چند از دانشمندان هسته‌ای ایران و همچنین به حضور معترضین انتخابات سال ۱۳۸۸ ریاست جمهوری در مناصب دولتی در دولت روحانی اعتراض نمود.
حسینیان در ۱۴ دی سال ۱۳۹۲ طی مصاحبه‌ای بیان داشت اگر دولت با اصول گرایان مشورت کند می‌تواند دل آن‌ها را به دست آورد. در ادامه او به کارت زرد مجلس به رضا فرجی دانا وزیر علوم اشاره کرد و این اخطار را جدی دانست و نسبت به روی کار آمدن معترضین انتخابات ۸۸ و اصلاح طلبان هشدار داد. صادق زیباکلام در پاسخ به حسینیان با اعلام اینکه شما تنها نماینده ۶ درصد آرای حوزه انتخابیه خود هستید نمی‌توانید خود را نماینده واقعی مردم قلمداد کنید.

### تهدید علی‌اکبر صالحی
او به همراه حمید رسایی از مخالفان اصلی توافق هسته‌ای ایران با غرب بود که لقب کاسبان تحریم را نیز به یدک می‌کشیدند. کمال‌الدین پیرمؤذن عضو فراکسیون رهروان ولایت گفت:
روح‌الله حسینیان، آقای صالحی را تهدید کرد که اگر برجام به فرجام برسد، سیمان رویش می‌ریزیم و او را می‌کشیم.
حسینیان خطاب به علی اکبر صالحی در صحن علنی مجلس گفت: اگر برجام رأی بیاورد شما را اعدام کرده و در رآکتور اراک دفن می‌کنیم و رویتان سیمان می‌ریزیم. وی در جایی دیگر گفت: به خاطر صحبت‌هایم خطاب به صالحی عذاب وجدان ندارم و این صحبت‌ها کاملاً جدی بود.
روح‌الله حسینیان در پاسخ گفت «ما هیچ منافعی در ادامه تحریم‌ها یا برداشتن آن در آینده نداریم» و «آقای پیرمؤذن شما می‌گویید که ۸۵ درصد مردم با برجام موافق‌اند، پس این یعنی ما روی همه چیز را خط کشیدیم از جمله روی انتخابات، اگر کسی کاسب تحریم است شماها هستید که همرنگ جماعت شده‌اید.» و «من شرکت وارداتی و صادراتی نداشته‌ام و ندارم و اگر حقوقم قطع شود ادامه زندگی و حیاتم در ۱۵ ماه بعد را خدا می‌داند.»

### بی‌اعتمادی به آمریکا
حسینیان پس از ماجرای تصویب برجام در مجلس شورای اسلامی و هشدار سید علی خامنه‌ای در خصوص مسئله نفوذ آمریکا در دوره پسابرجام، به یادداشت‌نویسی روی آورد. او در سلسله یادداشت‌هایی به «چرایی قابل اعتماد نبودن آمریکا» پرداخت. از او ۴ یادداشت با عناوین «ماهیت نظام سیاسی آمریکا»، «بررسی ساختار نظامی‌گری آمریکا» و «بررسی ساختار سرمایه‌داری آمریکا» و «بررسی سیاست‌های امپریالیستی آمریکا» منتشر شد.

### احمدی‌نژاد
حسینیان در دوران ریاست جمهوری روحانی گفت:
«برای انتخابات ریاست جمهوری بعد هم من از احمدی‌نژاد حمایت می‌کنم و اعتقاد دارم فقط محمود احمدی‌نژاد می‌تواند برنده انتخابات ریاست جمهوری آینده باشد. هرچه هم دیگران بخواهند دخالت کنند و وی را تخریب کنند فقط خودشان را خراب می‌کنند.»
این سخنان حسینیان در سال ۹۵ درحالی مطرح شد که وی در زمان ریاست احمدی‌نژاد به ویژه در سال آخر، رئیس‌جمهور وقت را تهدید کرد که علیه‌اش شمشیر می‌کشد:
«دولت احمدی‌نژاد چیزی مگر باقی گذاشته که از آن دفاع کنیم. احمدی‌نژاد زنده باد بهار را جایگزین زنده باد اسلام کرده‌است آیا این‌جای دفاع کردن دارد من همان گونه که در مصاحبه‌ام گفتم همانطوری‌که از احمدی‌نژاد دفاع کرده‌ام شمشیر خود را نیز بر وی خواهم کشید و من از کسی دفاع می‌کنم که نزدیک به رهبری باشد و نه اینکه از رهبری فاصله بگیرد».

## اتهامات
حسینعلی منتظری، در کتاب خاطراتش، از چهره‌هایی چون حسینیان که سال ۷۱ به دفترش حمله کردند، با عنوان «رجاله» یاد می‌کند، عبدالله شهبازی فعالیت‌های او را با مافیای نفت و گاز در ایران مرتبط می‌دانست. در زمستان ۹۱ رسانه‌ها گزارش دادند نام روح‌الله حسینیان در پرونده فساد اخلاقی و «تجاوز به عنف» مطرح شده، و زنی به اسم «ل. م» از او شکایت کرده اما کسی این پرونده را پیگیری نکرد و دادگاه ویژه روحانیت نیز پرونده او را «فرمالیته و مختومه» کرد. در شهریور سال ۸۴ وقتی سیدرضا زواره‌ای، عضو شورای نگهبان و کاندیدای انتخابات ریاست‌جمهوری، در نامه‌ای به احمد جنتی، دبیر شورای نگهبان، نوشت که مرکز اسناد انقلاب اسلامی به ریاست حسینیان املاکی در کلاردشت دارد و پرسید «این زمین‌ها را چه کسی گرفته و کجا هستند» ، جنتی پاسخی نداد و کسی املاک کلاردشت را پیگیری نکرد.
پس از انتخابات سال ۱۳۸۸، اخباری از سکته و بستری شدن او در بیمارستان منتشر شد. به گفته منابع زنی به اسم «ل. م» از یک نماینده مجلس شکایت می‌کند و عنوان می‌کند که این نماینده تلاش کرده او را به طمع بیندازد اما موفق نمی‌شود، در نتیجه او را تهدید کرده بود. بعضی از وبسایت‌ها گفتند این نماینده روح‌الله حسینیان است. بعد از افشای ابعاد پرونده، برخی رسانه‌ها گفتند حسینیان با یک زن شوهر دار رابطه داشته و این رابطه با زور و تهدید همراه با سلاح بوده و زن از ترس جانش و ناچاری، با حسینیان رابطه برقرار کرده‌است.
وبسایت ملی-مذهبی در آن زمان گفت:
«روح‌الله حسینیان با یک زن شوهردار ارتباط غیراخلاقی داشته‌است و شوهر این خانم به ریخت و پاش‌های مالی همسرش مشکوک می‌شود و او را زیر نظر می‌گیرد و یک بار در میان وسایل کیف خانمش یک قطعه چک به نام روح‌الله حسینیان می‌بیند. این خانم بعد از اینکه مسئله لو می‌رود موضوع را به حسینیان اطلاع می‌دهد و بر اثر این شوک حسینیان به هم می‌ریزد و بیمار می‌شود. در همین حال همسر این خانم هم شکایتی به دادگستری می‌برد و هم‌اکنون این پرونده به صورت بی سروصدا در دادگستری در جریان است.»
این پرونده بعد از مدتی مختومه اعلام شد. سعید منتظری (فرزند حسینعلی منتظری) در خرداد ۹۸ طی نامه‌ای دربارهٔ این پرونده گفت:
«با جرئت و اطلاع کامل ادعا می‌کنم و همهٔ توابع آن را به جان می‌خرم که اگر دوستان او در دادگاه ویژه روحانیت پروندهٔ اخلاقی شنیع وی را فرمالیته و مختومه نکرده بودند، به حکم شرع و قانون ادامهٔ حیات وی مُیسَر نبود.»

## درگذشت
حسینیان صبح روز ۴ شهریور ۱۳۹۹ درگذشت. برخی رسانه‌ها علت درگذشت او را ابتلا به ویروس کرونا دانستند. اما خبرگزاری مهر نوشت وی «سابقه بیماری قلبی داشته و از دیروز در بیمارستان خاتم‌الانبیا بستری شده بود». در پی درگذشت او برخی از مقامات جمهوری اسلامی ایران از جمله سید علی خامنه‌ای، پیام تسلیت صادر کردند.

## برخی آثار
- رهبری در تشیع (۱۳۶۸)
- چهارده سال رقابت ایدئولوژیک شیعه در ایران
- چهارده قرن تلاش شیعه برای توسعه و ماندن
- بیست سال تکاپوی اسلام شیعی در ایران
- حریم عفاف (حجاب و نگاه از دیدگاه فقه اسلامی)
- ستاره صبح انقلاب (زندگی‌نامه حاج آقا مصطفی)
- فرشته زمینی (زندگانی زهرا سلام الله علیها)
- ماجراهای آغاجری
- بازخوانی نهضت ملی ایران